# Bahnstrecke Câmpulung Moldovenesc–Vatra Dornei
| |                      |                            |                            |
| Kursbuchstrecke (CFR): | 502                  |                            |                            |
| Streckenlänge: | 41 km                |                            |                            |
| Spurweite: | 1435 mm (Normalspur) |                            |                            |
| Stromsystem: | 25 kV 50 Hz ~        |                            |                            |
| |                      |                            |                            |
| \| \| \| von Dărmănești \| \| \| \| 67,726 \| Câmpulung Est \| Câmpulung Est \| \| \| 70,546 \| Câmpulung Moldovenesc \| Câmpulung Moldovenesc \| \| \| 73,849 \| Sadova \| Sadova \| \| \| 76,876 \| Pojorâta \| Pojorâta \| \| \| \| nach Fundu Moldovei \| \| \| \| 85,700 \| Valea Putnei \| Valea Putnei \| \| \| \| Tunnel Mestecăniș (1647 m) \| \| \| \| 91,649 \| Mestecăniș \| Mestecăniș \| \| \| 97,521 \| Iacobeni \| Iacobeni \| \| \| 103,200 \| Argestru \| Argestru \| \| \| \| Bistrița Aurea \| \| \| \| 107,712 \| Vatra Dornei \| Vatra Dornei \| \| \| 108,872 \| Vatra Dornei Băi \| Vatra Dornei Băi \| \| \| \| nach Prundu Bârgăului \| \| |                      |                            |                            |
| Strecke |                      | von Dărmănești             | von Dărmănești             |
| Bahnhof | 67,726               | Câmpulung Est              | Câmpulung Est              |
| Bahnhof | 70,546               | Câmpulung Moldovenesc      | Câmpulung Moldovenesc      |
| Haltepunkt / Haltestelle | 73,849               | Sadova                     | Sadova                     |
| Bahnhof | 76,876               | Pojorâta                   | Pojorâta                   |
| Abzweig geradeaus und nach rechts |                      | nach Fundu Moldovei        | nach Fundu Moldovei        |
| Haltepunkt / Haltestelle | 85,700               | Valea Putnei               | Valea Putnei               |
| Tunnel |                      | Tunnel Mestecăniș (1647 m) | Tunnel Mestecăniș (1647 m) |
| Bahnhof | 91,649               | Mestecăniș                 | Mestecăniș                 |
| Bahnhof | 97,521               | Iacobeni                   | Iacobeni                   |
| Haltepunkt / Haltestelle | 103,200              | Argestru                   | Argestru                   |
| Brücke über Wasserlauf |                      | Bistrița Aurea             | Bistrița Aurea             |
| Bahnhof | 107,712              | Vatra Dornei               | Vatra Dornei               |
| Bahnhof | 108,872              | Vatra Dornei Băi           | Vatra Dornei Băi           |
| Strecke |                      | nach Prundu Bârgăului      | nach Prundu Bârgăului      |

Die Bahnstrecke Câmpulung Moldovenesc–Vatra Dornei ist eine Hauptbahn in Rumänien. Sie verläuft im Süden der Bukowina in den Tälern der Flüsse Moldova und Bistrița Aurea. Dabei durchquert sie einen Kamm der Ostkarpaten.

## Geschichte
Während der Entstehung der Bahnstrecke lag diese auf dem Territorium Österreichs innerhalb der habsburgischen Doppelmonarchie.
Im Jahr 1888 wurde die Lokalbahn Hatna–Kimpolung (heute Dărmănești–Câmpulung Moldovenesc) eröffnet, die von den Bukowinaer Lokalbahnen betrieben wurde. Sie diente vor allem der Entwicklung der abgelegenen Gebirgsregionen der Bukowina und förderte dort die Forstwirtschaft und die Holzverarbeitung.
Am 23. Oktober 1899 erteilte Kaiser Franz Joseph I. den Bukowinaer Lokalbahnen die beantragte Konzession zur Verlängerung dieser Strecke von Kimpolung (heute Câmpulung Moldovenesc) in den Kurort Dorna Watra (heute Vatra Dornei). Als Bauzeit waren 1 ½ Jahre für den Abschnitt bis Valeputna (Valea Putnei) und 3 ½ Jahre bis Dorna Watra veranschlagt. Mit dieser Konzession war der Auftrag verbunden, eine Zweigbahn von Pożoritta (Pojorâta) nach Louisenthal (Fundu Moldovei) zu errichten, um Anschluss an die dortigen Bergwerke herzustellen. Die Konzession sollte bis zum 4. Juni 1973 gelten.
Beide Teilstrecken konnten vorzeitig dem Verkehr übergeben werden: der Abschnitt von Kimpolung nach Valeputna am 9. Januar 1901 und von Valeputna nach Dorna Watra (hier musste der 1647 m lange Mestikanesti-Tunnel gebaut werden) am 29. Oktober 1902.
Im Ersten Weltkrieg war die Strecke Schauplatz von Kampfhandlungen zwischen österreichisch-ungarischen und russischen Truppen und erhielt insbesondere durch das Vordringen russischer Truppen während der Brussilow-Offensive 1916 eine hohe strategische Bedeutung. Die österreichisch-ungarischen Behörden veranlassten den Bau einer provisorischen Bahnstrecke von Prundu Bârgăului in Siebenbürgen über den Tihuța-Pass nach Dorna Watra, um den von allen anderen Bahnverbindungen abgeschnittenen eigenen Truppen in der Bukowina eine leistungsfähige Versorgung zu ermöglichen.
Nach dem Ende des Krieges gelangte die Bukowina an Rumänien; der Betrieb der Strecke wurde durch die rumänische Staatsbahn CFR übernommen.
Die hier beschriebene Bahnstrecke wurde Ausgangspunkt der wichtigen, 1940 als Dauerlösung vollendeten Überquerung der Ostkarpaten in Richtung Siebenbürgen in Form der Bahnstrecke Ilva Mică–Floreni.

## Aktuelle Situation
Die Linie ist neben der Bahnstrecke Sfântu Gheorghe–Siculeni–Adjud die einzige Verbindung zwischen dem Osten des Landes und Siebenbürgen und entsprechend bedeutsam für den Personen- und den Güterverkehr. Sie ist elektrifiziert und überwiegend eingleisig; lediglich der Abschnitt zwischen Pojorâta und Iacobeni ist zweigleisig ausgebaut. Derzeit (2009) verkehren pro Tag und Richtung etwa neun Nahverkehrszüge und sieben Eil- bzw. Schnellzüge.